# Vircolac
Vircolac ist eine irische Death-Metal-Band aus Dublin, die 2013 gegründet wurde.

## Geschichte
Bereits ca. 2010 hatten der Keyboarder und Gitarrist Jamie „JG“ Grimes, der Schlagzeuger Colin „NH“ Purcell und der Sänger Darragh O’Laoghaire versucht, ein Projekt unter anderem Namen zu gründen, woraus sich jedoch nichts entwickelte.
Vircolac wurde Ende November 2013 gegründet. Vom 26. bis 28. September 2014 wurde die EP Codex Perfida in den Sun Studios unter der Leitung von Ola Ersfjord aufgenommen. Der Tonträger wurde im selben Jahr veröffentlicht. 2015 war die Band auf dem Redemption Festival zu sehen. Im folgenden Jahr erschien bei Sepulchral Voice Records und Dark Descent Records die nächste EP unter dem Namen The Cursed Travails of the Demeter. 2018 nahm die Gruppe erneut am Redemption Festival teil. 2019 erschien bei Sepulchral Voice Records und Dark Descent Records das Debütalbum Masque. Als Produzent war erneut Ola Ersfjord tätig gewesen.

## Stil
Nabu von hell-is-open.de ordnete die Gruppe dem Death Metal zu, wobei der Klang von The Cursed Travails of the Demeter dumpf sei. Weiterhin charakteristisch seien „die treibenden Beats im Midtempo, die fiesen Growls und manchmal fast disharmonisch anmutende Riffing“. Mit 25 Minuten, die sich auf vier Liedern verteilen würden, seien die Songs untypisch lang. Sebastian Schilling vom Rock Hard schrieb in seiner Rezension zu The Cursed Travails of the Demeter, dass die EP im Vergleich zu Codex Perfida nicht mehr so „krachig“ klingt. The Cursed Travails of the Demeter biete eigenständig klingenden „düster-angeschwärzten Death Metal“. Teilweise erinnere man an Grave Miasma, rockige Riffs und Leads würden den Songs jedoch Eigenständigkeit verleihen. Der Klang der Lieder sei geprägt von „mäßig verzerrten Gitarren und verhallten Leads“. Der Gesang schwanke zwischen „keifend, growlend und flüsternd“. In einer späteren Ausgabe beschrieb Mandy Malon Masque neben dem neuen Possessed-Album als Death-Metal-Highlight des Monats. In den Songs verarbeite die Gruppe sowohl Einflüsse von klassischen Death-Metal-Bands wie den frühen Morbid Angel und Obliteration als auch innovative Ideen, jedoch „ohne die Essenzen dessen zu verletzen oder zu weit vom Kern abzuschweifen“. Die Band brilliere „zwischen dissonantem Chaos und archaischer Atmosphäre“, wobei man gezielt dynamische Entwicklungen und Tempowechsel einsetze. Teilweise setze die Band auch eigenwillige oder experimentelle Liedstrukturen ein. Im Interview mit ihr gab Brendan „BMC“ McConnell an, dass man sich produktionstechnisch für Masque an den Slayer-Alben South of Heaven und Reign in Blood orientiert hat, auf denen man den Nachhall komplett zurückgenommen habe. Textlich spreche man „die Falschheit und den nahezu angeborenen Trieb des Menschen an, das Echte zu verbergen, meist als Akt der Täuschung“. Das Album sei stark durch die irische Geschichte und Folklore beeinflusst worden.

## Diskografie
- 2014: Codex Perfida (EP, Eigenveröffentlichung)
- 2016: Feraliminal (Demo, Eigenveröffentlichung)
- 2016: The Cursed Travails of the Demeter (EP, Sepulchral Voice Records/Dark Descent Records)
- 2019: Masque (Album, Sepulchral Voice Records/Dark Descent Records)